# 傅鼐 (重庵)
傅鼐（1758年—1811年），字重庵，清朝顺天府宛平县人，原籍绍兴府山阴县。
出身吏员，乾隆末年，入貲為廣南府經歷，發雲南，擢寧洱知縣。福康安征苗疆，调傅鼐赴湖南军营司饷运，晋秩同知直隶州，赐花翎。嘉庆元年（1796年），在湘西任凤凰直隶厅同知，编练乡勇，建筑碉楼，修边墙，剿抚并施，防备镇压苗民之乱。筹划善后，大兴屯田，兵农合一；丈量、均分田地，抚恤难民，设书院、兴义学、广科举，禁役苗人，禁苗恶习，绩效颇著。加知府衔，擢辰沅永靖道，最后官至湖南按察使。嘉庆十五年（1810年），兼署布政使。嘉庆十六年（1811年），在任上去世，加恩賞給巡撫銜。光绪年间，追谥壮肃。

## 延伸阅读
[在维基数据编辑]
 《清史稿·卷361》